# ريان ميرفي (لاعب هوكي الجليد أمريكي)
ريان ميرفي (بالإنجليزية: Ryan Murphy)‏ هو لاعب هوكي الجليد أمريكي، ولد في 23 يناير 1983 في رومسون في الولايات المتحدة.

## وصلات خارجية
- ريان ميرفي (لاعب هوكي الجليد أمريكي) على موقع دوري الهوكي الوطني (الإنجليزية)
- ريان ميرفي (لاعب هوكي الجليد أمريكي) على موقع EliteProspects.com (الإنجليزية)
- ريان ميرفي (لاعب هوكي الجليد أمريكي) على موقع HockeyDB.com (الإنجليزية)